# 白雪峰 (1969年)
白雪峰（1969年3月—），吉林永吉人，汉族，中国共产党党员。中华人民共和国政治人物、第十三届全国人民代表大会辽宁省代表。

## 生平
2018年，白雪峰被选为辽宁省出席第十三届全国人民代表大会代表。